# Stéphane Le Mignan
Stéphane Le Mignan (Auray, 4 juni 1974) is een Frans voetbalcoach en voormalig voetballer.

## Carrière

### Vannes OC
Le Mignan kwam als speler uit voor US Montagnarde, Stade Pontivyen, SC Locminé en Vannes OC. Kort na zijn spelersafscheid, in november 2002 kon Le Mignan, die reeds in januari 2002 zijn trainersdiploma behaalde, hoofdtrainer bij Vannes. De club voetbalde op dat moment in de CFA. In 2005 promoveerde hij met de club naar de Championnat National. Na drie seizoenen dwong Le Mignan met Vannes een historische promotie naar de Ligue 2 af. In het seizoen 2008/09 kende Le Mignan zijn beste seizoen met Vannes: de club eindigde tiende in de Ligue 2 en plaatste zich dat seizoen voor de finale van de Coupe de la Ligue. Daarin ging de club evenwel met 4-0 onderuit tegen Girondins de Bordeaux. 
In het seizoen 2009/10 eindigde Vannes slechts drie punten boven de degradatiestreep. In het seizoen daarop kon Vannes de degradatie niet ontlopen: de club eindigde achttiende en zakte na drie jaar weer naar de Championnat National. Dat betekende evenwel niet het einde van de samenwerking met Le Mignan. In het seizoen 2011/12 eindigde hij vierde met de club, op slechts vier punten van een promotieplek. Het seizoen 2011/12 bleek het laatste volledige seizoen van Le Mignan aan het hoofd van Vannes, want op 27 december 2012 kwam er een einde aan de samenwerking. De club stond toen op een zevende plek in het klassement.

### US Boulogne
In juni 2013 ging Le Mignan aan de slag bij US Boulogne. Het was het tweede seizoen van de club na de degradatie uit de Ligue 2 in 2012. Onder leiding van Le Mignan slaagde Boulogne er niet in om beter te doen dan in het seizoen 2012/13: na een dertiende plaats volgde een veertiende plaats. In zijn tweede seizoen aan het hoofd van de kustclub deed Le Mignan beter met een zevende plaats, die anderzijds toch ook wat teleurstellend was omdat de club tijdens het seizoen geregeld tegen de top drie aanschuurde. De club wierp dat seizoen wel hoge ogen in de Coupe de France, waar Le Mignan en co tot in de kwartfinale raakten. Boulogne dwong een strafschoppenserie af tegen AS Saint-Étienne, maar ging daarin onderuit.
In februari 2016 werd Le Mignan ontslagen bij Boulogne, dat na twee opeenvolgende competitienederlagen was teruggezakt naar de negende plaats in het klassement. Zijn voormalige assistent Alain Pochat leidde de club uiteindelijk naar een achtste plaats in de eindstand.

### US Créteil-Lusitanos
Na zijn ontslag bij Boulogne bleef Le Mignan bijna een jaar zonder club. In januari 2017 ging hij aan de slag bij US Créteil-Lusitanos, dat op dat moment met de degradatie uit de Championnat National flirtte. Le Mignan slaagde er uiteindelijk in om het behoud te verzekeren, mede door een 12 op 12 tussen de speeldagen 30 en 33. In het seizoen 2017/18 had Le Mignan minder succes. Eind november 2017 werd hij ontslagen bij de club uit Créteil.

### Al-Gharafa
In de zomer van 2018 volgde Le Mignan zijn landgenoot Christian Gourcuff als assistent naar Al-Gharafa. In hun selectie hadden ze onder andere Wesley Sneijder, Mehdi Taremi en Vladimír Weiss lopen. Samen wonnen ze dat seizoen de Qatari Stars Cup. In de competitie eindigde de club in het seizoen 2018/19 achtste op twaalf clubs.

### US Concarneau
In maart 2020 ging Le Mignan aan de slag bij de Franse derdeklasser US Concarneau. Na een vijfde en vierde plaats in zijn eerste twee seizoenen leidde hij Concarneau in het seizoen 2022/23 naar de titel in de Championnat National, waardoor de club voor het eerst mocht aantreden in de Ligue 2. Le Mignan werd na afloop van het seizoen uitgeroepen tot Trainer van het seizoen in de Championnat National.
Concarneau slaagde er in zijn debuutseizoen op het tweede niveau niet in om de degradatie af te wenden. Minder dan een maand na de degradatie namen trainer en club na vier jaar afscheid van elkaar.

### FC Metz
Na zijn vertrek bij Concarneau bleef Le Mignan niet lang zonder werk: in juli 2024 ging hij bij FC Metz aan de slag als de opvolger van László Bölöni, die de degradatie naar de Ligue 2 niet had kunnen vermijden.